# Frits Schür
Frederikus Johannes Maria Goduwes "Frits" Schür (nascido em 22 de julho de 1950) é um ex-ciclista holandês, que foi ativo durante as décadas de 70 e 80 do século XX. Competiu nos Jogos Olímpicos de Montreal 1976 na prova de estrada individual, mas não conseguiu terminar. Venceu o Tour de Olympia em 1970 e 1972, e Tour de Argélia em 1972, bem como uma medalha de prata no contrarrelógio por equipes do Campeonato Mundial de Ciclismo em Estrada de 1971.

## Ver também

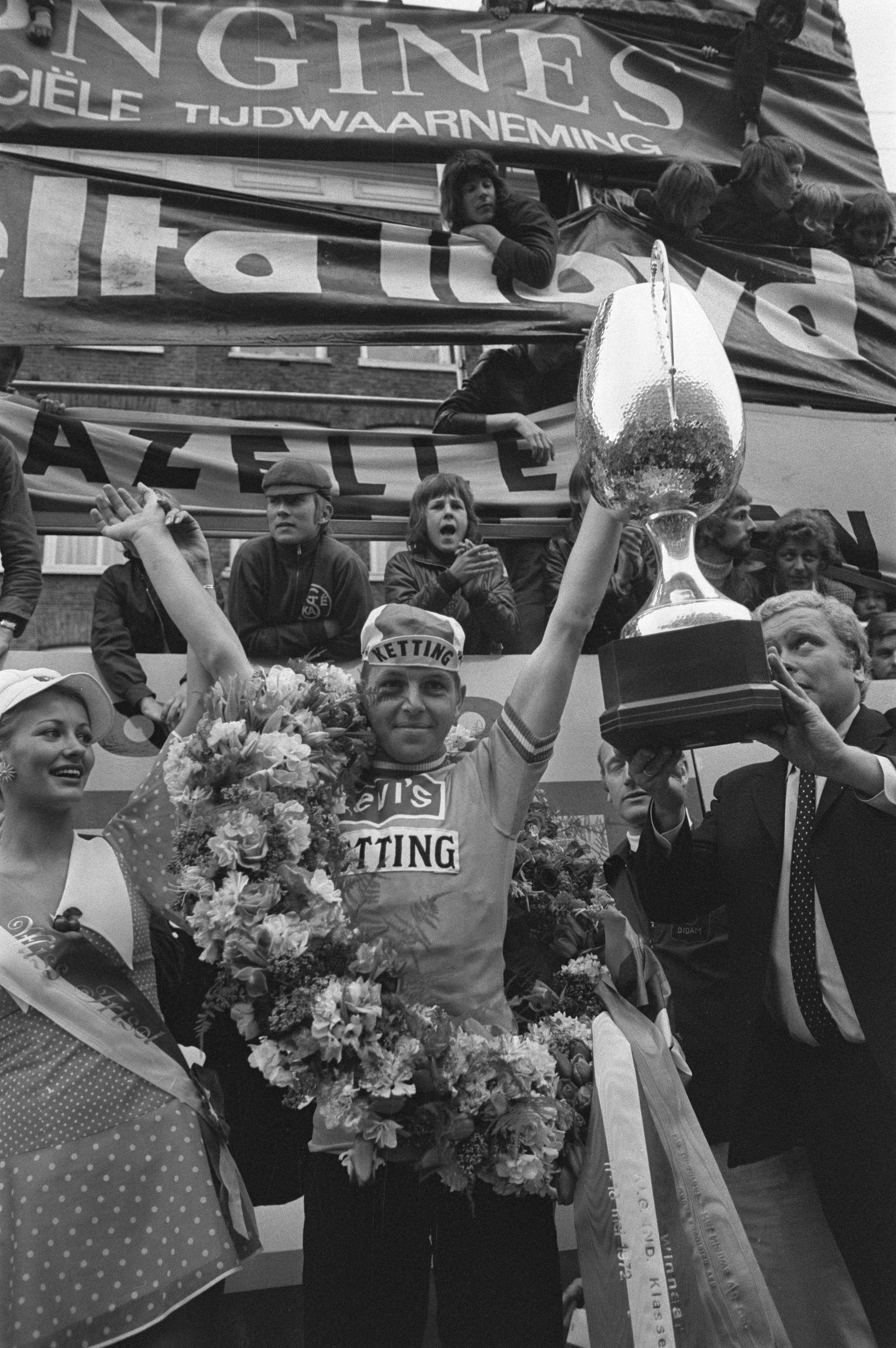
Frits Schür no Tour de Olympia, em 1972